# Ам Гризбах (Болцано)
Ам Гризбах је насеље у Италији у округу Болцано, региону Трентино-Јужни Тирол.
Према процени из 2011. у насељу је живело 46 становника. Насеље се налази на надморској висини од 1247 м.